# Carillon du Mas Rillier
Le carillon du Mas Rillier est un beffroi de base octogonale, incluant un carillon de cinquante cloches dont une cloche de plus de 2 tonnes. Il est situé sur une esplanade incluant également une statue monumentale de la Vierge à l'Enfant, dans le hameau du Mas Rillier, à Miribel dans l'Ain en France.
Le carillon fait l'objet d'une inscription au titre des monuments historiques, depuis 1993.

## Histoire

### Le campanile
Tout comme la Vierge du Mas Rillier située à proximité immédiate du campanile, celui-ci a été construit à l’initiative de l'abbé Thomas qui fit appel au même architecte, Louis Mortamet. Le monument fut inauguré le 20 juillet 1947, bien après la Vierge du Mas Rillier (inaugurée le 5 juillet 1941).

### Le carillon
Le carillon et ses cloches, datant de 1938, furent construits à la fonderie Paccard près d'Annecy et furent ensuite installés à Lille dans le cadre de l’Exposition du Progrès Social de 1939. Le carillon devait ensuite rester dans le Nord ; néanmoins en 1940, devant l’avancée des troupes allemandes, le carillon fut démonté et renvoyé  à la fonderie Paccard. Dans le même temps, l'abbé Thomas était à la recherche d'un ensemble de cloches à acheter pour le campanile en construction : il acheta donc le carillon ainsi que trois grosses cloches. L'ensemble resta caché au Mas Rillier jusqu'à la Libération.

## Description
Le carillon est composé d'une cinquantaine de cloches fixes,, parmi lesquels :
- le « bourdon », cloche de 2 157 kg produisant un  do [1] ;
- la seconde cloche produit un fa  et pèse 900 kg ;
- le sol (700 kg) ;
- le la  (440 kg).

À noter que le carillon est entièrement mécanique sans aucune commande électrique.

## Protection
Le carillon du Mas Rillier fait l’objet d’un classement au titre des monuments historiques depuis le 26 novembre 1993. La partie instrumentale du carillon étant classée « objets mobiliers protégés ».

## Utilisation
Le premier carillonneur à utiliser le carillon fut Maurice Lannoy, alors carilloneur de Douai, pour l'inauguration du monument. Par la suite :
- de 1947 à 1952 : Louis Chavant[1] ;
- de 1952 à 1986 : André Combe[1] ;
- de 1987 à 2005 : Jean-Bernard Lemoine[1], également carillonneur à Lyon ;
- de 2005 à 2016 : Chantal Bégeot, également carillonneur à Dijon, Seurre et Selongey.
- depuis 2017 : Adrien Parret

Le festival de jazz Swing sous les étoiles est organisé chaque année, en juin, sur l'esplanade du Mas Rillier : une partie de la programmation implique l'utilisation du carillon et la venue des plus grands carillonneurs mondiaux, comme Wim Ruessink en 2011.

## Photographies du beffroi

## Accès

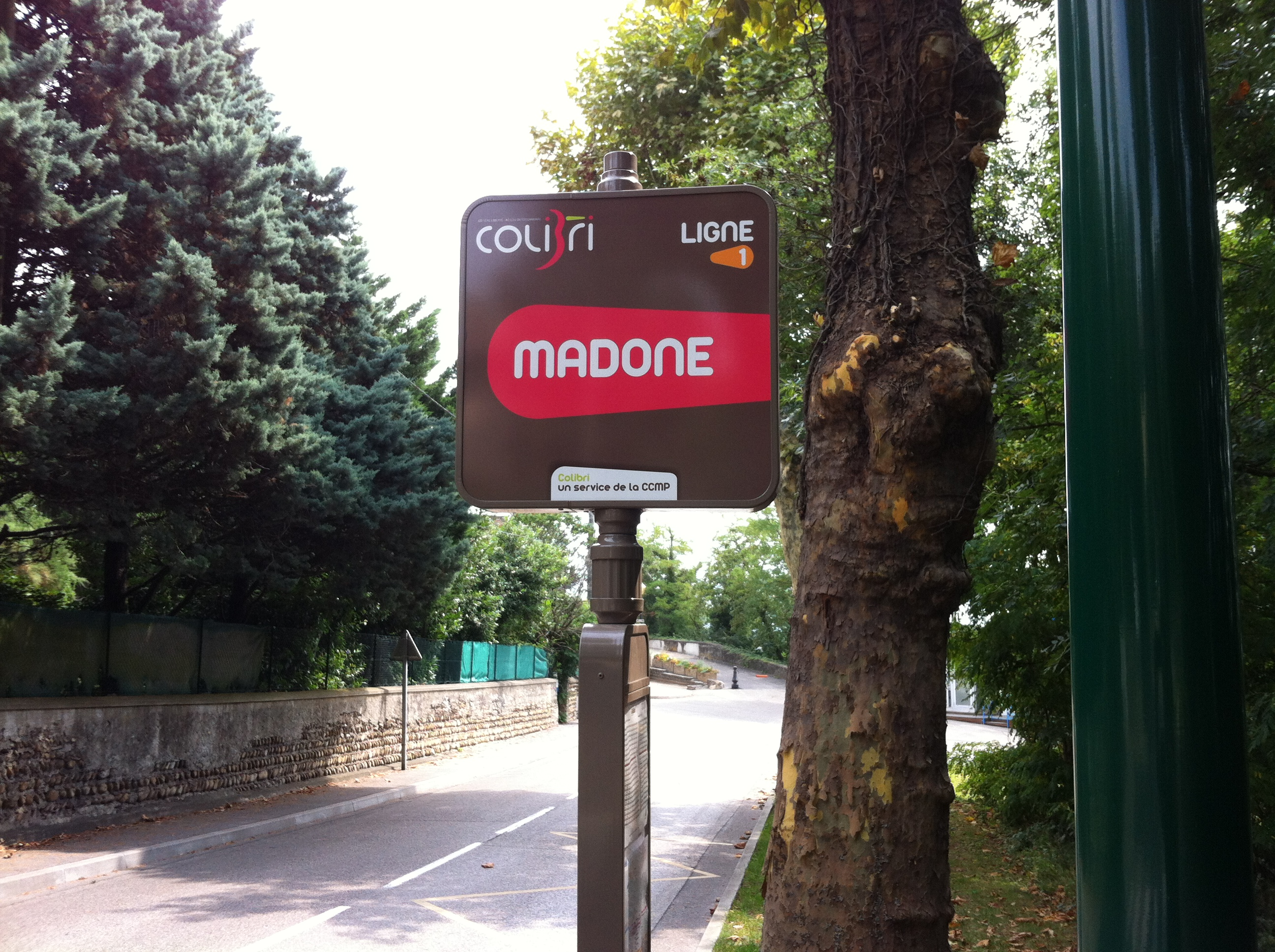
L'arrêt Madone.

L'arrêt Madone de la ligne 1 de Colibri dessert l'esplanade sur laquelle est situé le carillon.